# Société historique d'Ottawa

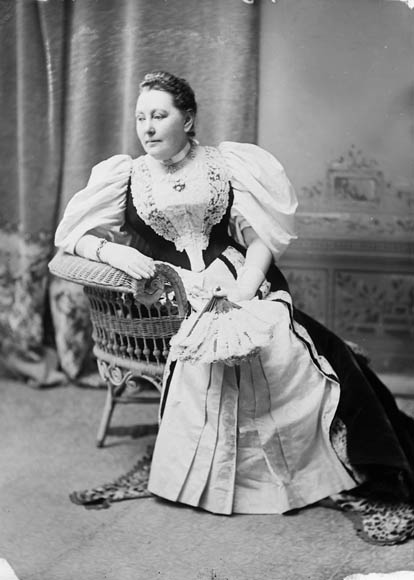
Matilda Edgar (née Ridout) a présidé en 1898 la séance inaugurale de la Women’s Canadian Historical Society of Ottawa

La Société historique d'Ottawa (en anglais "Historical Society of Ottawa" autrefois la "Women’s Canadian Historical Society of Ottawa"), qui fut la première société d'histoire de cette ville, fut fondée par un groupe de femmes. Elle présente la particularité d'avoir été composée exclusivement de femmes depuis l'époque de sa fondation pour ensuite accepter les hommes plus d'un demi-siècle plus tard. On doit à cette société historique la fondation du Musée Bytown.

## Historique
Le 3 juin 1898, trente et une femmes se réunissent dans la salle de dessin du président de la Chambre des communes du parlement d'Ottawa. La réunion est présidée par Matilda Ridout Edgar (en), auteur et féministe, épouse de sir James Edgar. Parmi les femmes qui assistent à la réunion se trouvent Zoé Lafontaine, épouse de Wilfrid Laurier, Adeline Foster, épouse de l'homme politique George Eulas Foster, et Margaret Ahearn, épouse de Thomas Ahearn, ingénieur électricien, inventeur et homme d'affaires. c'est lors de cette rencontre que fut prise la décision de fonder la Women’s Canadian Historical Society of Ottawa (Société historique d'Ottawa pour les femmes canadiennes), trois ans après la fondation de la Women's Canadian Historical Society of Toronto (Société historique de Toronto pour les femmes canadiennes),,.

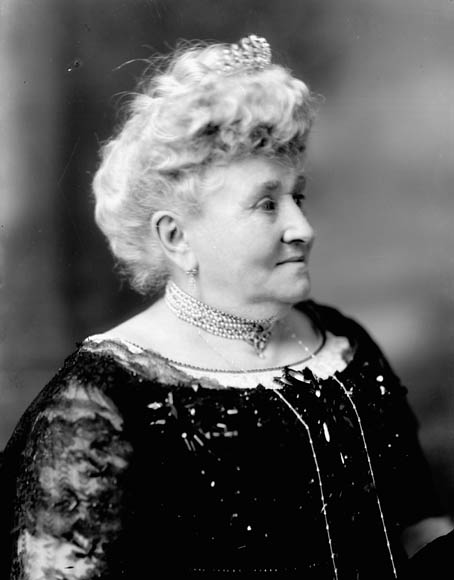
Zoé Laurier (née Lafontaine), l'une des membres fondatrices de la Women’s Canadian Historical Society of Ottawa

L'année suivante, en 1899, la société tint sa première exposition d'objets historiques. Durant les premières années de son existence, ses membres accordèrent une attention particulière à la collecte et à la préservation des artéfacts et des documents historiques. Avec les années, cette collection prit de l'ampleur tant et si bien que la nécessité d'un lieu d'exposition permanent se fit sentir. Ainsi fut décidée la fondation d'un musée. Le Musée Bytown fut fondé et ouvrit ses portes en 1917. Originellement nommé "Bytown Historical Museum” ("Musée historique Bytown") pour être renommé en 1951 "Bytown Museum", le nom fait référence à l'ancien nom de la ville d'Ottawa dénommée autrefois "Bytown". Ce musée, toujours ouvert, fête ainsi, cette année 2017, son centenaire, la même année que les célébrations du 150e anniversaire de la Confédération canadienne,. 
En 1915, afin de célébrer le tricentenaire de son second voyage sur la rivière des Outaouais, la Women’s Canadian Historical Society of Ottawa a contribué à l'érection de la statue de Samuel de Champlain sur la pointe Nepean (en) et en 1926, pour célébrer le centenaire d'Ottawa, elle a fait de même avec un monument à la mémoire du lieutenant-colonel John By connu pour sa supervision des travaux concernant la construction du canal Rideau et pour être le fondateur de la ville d'Ottawa,.

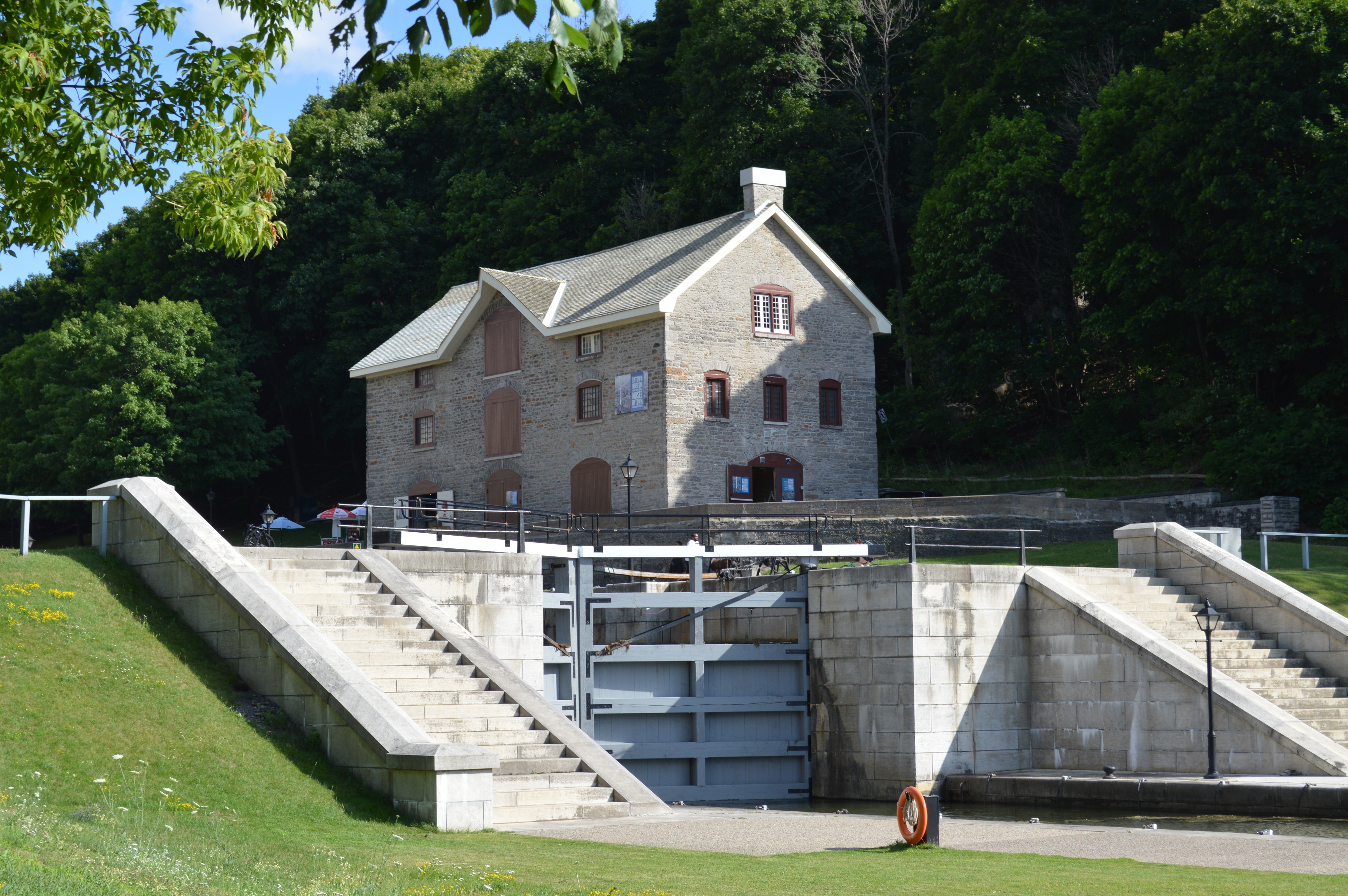
Musée Bytown, situé près des écluses inférieures du canal Rideau, au pied de la colline du Parlement

Assez rapidement, l'organisme a présenté des conférences et publié ses recherches dès 1901 dans les Transactions of the Women’s Canadian Historical Society of Ottawa. La publication en fut toutefois suspendue de 1929 à 1953. Affectée financièrement durant la Grande Dépression, la Société dut restreindre ses activités et chercher d'autres sources de financement : l'accès du musée, autrefois gratuit pour les visiteurs devint payant. De même, la cotisation annuelle de ses membres fut portée à un dollar. En 1937, la société fut officiellement incorporée par la province de l'Ontario. Bien que fortement ralentie durant la Seconde Guerre mondiale, ses membres ont malgré tout continué à se réunir. 
En 1951, l'organisme dut faire le choix d'un autre édifice pour la préservation et l'exposition de sa collection d'objets et documents historiques sans cesse croissante. Autrefois localisée dans l'ancien édifice du Registre, le choix de ses membres se porta sur ce qui reste le plus vieil édifice en pierre d'Ottawa. Construit dans les années 1820, le bâtiment, situé près des écluses inférieures du canal Rideau, était à cette époque en mauvais état et a dû être restauré aux frais de la société historique. 
En 1955, à la suite d'un débat soutenu, les hommes furent autorisés à devenir membres à part entière de la société qui prit le nom d'"Historical Society of Ottawa". H. Townley Douglas en fut le premier membre masculin élu. 
En août 1971, un autre projet de cette société se concrétise avec le dévoilement d'une seconde statue de bronze du Colonel By au parc Major's Hill réalisée par le sculpteur Joseph-Émile Brunet.
En 2003, à la suite de difficultés financières récurrentes, l'administration du Musée Bytown fut transférée à une organisation distincte sans but lucratif. Au cours des années suivantes, elle se voit obligée de transférer une partie de ses collections à d'autres organismes dont les Archives de la ville de Ottawa. En 2011, les recettes de la vente de sa grande collection de médailles militaires lui permettent de lancer le Fonds pour la recherche et le développement sur l'histoire d'Ottawa.

## Sources
- Constance Gunn, The Women's Canadian Historical Society of Ottawa: Constructing Public Memory and Preserving History in a Changing City, 1898-1932, Carleton University, Ottawa, Ontario, 2016, 148 p., thèse publiée, lire en ligne